# 白坂奈々
白坂 奈々（しらさか なな、1999年5月14日 - ）は、日本の元女優。愛称は、なーちゃん。
神奈川県出身。代表作はバラエティ『天才てれびくんMAX』てれび戦士（出演期間年度 2009年度 - 2010年度）、CM『ベネッセ「チャレンジ1年生」』、『フジッコ「ふじっ子煮」海の野菜編』。

## 略歴
- 2004年 - 女優を志し、立花演劇研究所へ入所。芸能界にデビュー。
- 2007年 - 立花演劇研究所を修了後、ブレンデンに所属。
- 2009年 - 『天才てれびくんMAX』に出演し、てれび戦士としてレギュラー出演（2011年まで）。
- 2010年 - フロスツゥー・ブレンデン事業部に移籍。
- 2012年 - A-Lightに移籍[3]。
- 2018年 - 大学に進学。学業に専念する為、芸能界を引退[4]。

## 人物
2004年に子役として芸能活動を始める。ベネッセ「チャレンジ1年生」、フジッコ「ふじっ子煮」海の野菜編のCMへの起用、2009年にはNHK連続テレビ小説『つばさ』で主人公・10歳時の玉木つばさ役、バラエティ『天才てれびくんMAX』てれび戦士（2011年まで）で知名度を上げ女優として活躍したが、2018年、大学進学後に学業に専念する為、芸能界を引退。
2023年、女優の鎮西寿々歌が更新したインスタグラムに當山優奈と共に集合ショットが公開された。

## 出演

### テレビドラマ
- 太陽と海の教室（2008年、フジテレビ）白崎凛久（幼少） 役
- 連続テレビ小説 つばさ（2009年、NHK総合）玉木つばさ（10歳時） 役

### 映画
- マイ・スイーツ・ハート（2005年）春香 役
- 神の左手悪魔の右手（2006年）
- 闇金ウシジマくん ザ・ファイナル（2016年）

### バラエティ
- 爆笑100分テレビ!平成ファミリーズ（日本テレビ）ディズニー家族・娘 役
- 天才てれびくんMAX（2009年3月30日 - 2011年4月7日、NHK教育テレビ） - てれび戦士

### その他のテレビ番組
- SAVE THE FUTURE2009（2009年6月20日、NHK総合）
- 時々迷々（2011年、NHK教育）ミスズ 役
- 時々迷々（2012年、NHK教育）メグミ 役

### 舞台
- 雪村いづみリサイタル（2007年）雪村いづみ（幼少） 役
- 夜明けの前が一番暗いの?（2013年）ルル 役
- パパってば!（2013年）
- にこにこたまたま（2015年）
- MAMORU（2015年）

### CM
- トーヨーライス（2004年）
- マクドナルド（2004年）
- 日本生命保険（2005年）
- 不二家（2005年）
- 近未來通信（2005年）
- みちのく銀行（2006年）
- 花王、エコナ（2006年）
- レールでGO! GO! アンパンマン（2006年）
- 大阪ガス（2007年）
- COCO'S（2007年）
- ベネッセ、チャレンジ1年生（2006年 - 2008年）
- フジッコ、「ふじっ子煮」海の野菜編（2007年 - 2009年）
- リクルート（2008年）
- 池田模範堂、液体ムヒ（2009年）
- 東京ディズニーランド（2009年）
- アクアフレッシュ（2011年）
- コカ・コーラ 綾鷹 にごりほのか（2017年）

### PV
- あっくん「プレゼント」（2015年）

### 劇場アニメ
- 劇場版 ヤッターマン 新ヤッターメカ大集合!　オモチャの国で大決戦だコロン!（2009年） 特別出演[注釈 1]